# Traffic alert and collision avoidance system

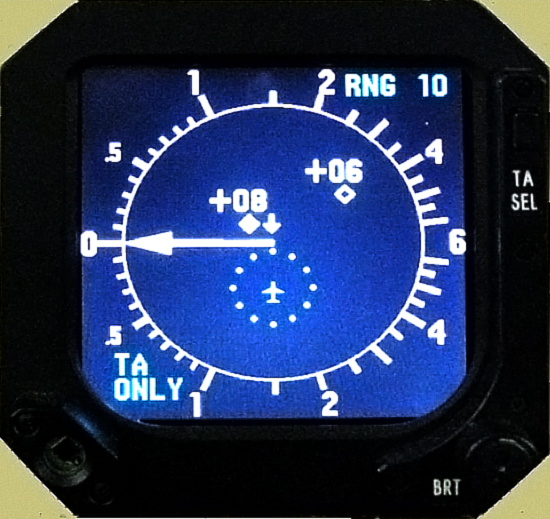
TCAS display met 2 vliegtuigen zichtbaar (t.o.v het eigen vliegtuigsymbool) links een vliegtuig (+08) = 800 voet hoger dat aan het dalen is (pijltje naar beneden) en rechts een vliegtuig (+06), 600 voet hoger dan de hoogte van het eigen vliegtuig.

Het traffic alert and collision avoidance system of TCAS (uitspraak: Engels 'Teakas') is een implementatie van een airborne collision avoidance system volgens de specificaties van de Internationale Burgerluchtvaartorganisatie. Het is verplicht voor alle vliegtuigen van meer dan 5700 kg en voor vliegtuigen die 20 of meer personen kunnen vervoeren.
TCAS werkt door middel van transponders. De transponder van een vliegtuig ondervraagt alle transponders van andere vliegtuigen binnen een straal van 20 tot 40 zeemijl, en verwerkt de gegevens als hoogte, koers en snelheid van deze toestellen. Wanneer het TCAS-systeem tot de conclusie komt dat de separatie tussen twee vliegtuigen onvoldoende is, en er een conflict dreigt, kan het de piloten vroegtijdig waarschuwen.

## Versies
TCAS bestaat in drie versies:
TCAS IGeeft alleen zogenoemde Traffic Advisories (TA). Dit zijn waarschuwingen die alleen de afstand, hoogte en een schatting van de richting van een mogelijk conflicterend toestel weergeven. Het is aan de piloot om een beslissing te nemen hoe de mogelijke botsing voorkomen moet worden.
TCAS IIGeeft ook zogenoemde Resolution Advisories (RA). Dit zijn adviezen over hoe een mogelijke botsing te voorkomen is. In TCAS II zijn deze adviezen beperkt tot het advies om te stijgen of te dalen. Dit omdat het antennesysteem in TCAS II niet met voldoende precisie de richting van het conflicterend systeem kan bepalen, maar wel exact de hoogte en afstand. Wanneer beide toestellen uitgerust zijn met TCAS II, coördineren deze systemen onderling om te zorgen dat ze niet allebei hetzelfde advies geven aan de piloten (een van de toestellen zal een stijgadvies krijgen, de ander een daaladvies). Is slechts één toestel uitgerust met TCAS II, dan zal het systeem een advies geven op basis van de huidige stijg- of daalsnelheid van het conflicterend toestel. TCAS II kan overigens ook coördineren met meer dan twee toestellen mocht het conflict uit meer dan twee toestellen bestaan.
TCAS IIIDit systeem is nog in ontwikkeling. In deze versie moeten de Resolution Advisories ook adviezen in het horizontale vlak (kunnen) bevatten, dus een advies om naar links of rechts uit te wijken. De ontwikkeling van dit systeem gaat langzaam omdat het een vrij grote investering zou zijn om alle toestellen op de wereld met een nieuw systeem uit te rusten, en TCAS II op dit moment ruim voldoende veiligheid biedt.

## Adviezen
TCAS II geeft op meerdere manieren (visueel en door audio) adviezen aan de piloten van het vliegtuig. De piloot dient handmatig (niet op de automatische piloot) het TCAS-advies op te volgen.
De adviezen die in TCAS II worden gegeven op het moment dat er een vliegtuig genaderd wordt zijn:
- (Stemgeluid) "Traffic. Traffic." Op het TCAS beeldscherm (verschillend per toestel) wordt het conflicterend toestel geel weergegeven.

Op het moment dat het vliegtuig zo dichtbij komt dat een botsing mogelijk wordt, geeft de TCAS een verticaal advies, wat bij het andere vliegtuig omgekeerd is. 
Bijvoorbeeld, bij het vliegtuig één:
- (Stemgeluid) "Descend. Descend." Op het TCAS beeldscherm wordt het conflict rood aangegeven, en de benodigde daalsnelheid wordt weergegeven.

Bij het conflicterend toestel twee:
- (Stemgeluid) "Climb. Climb." Ook hier wordt het conflict rood aangegeven en de benodigde klimsnelheid weergegeven op de vlieginstrumenten.

Wanneer het advies niet het gewenste effect heeft (bijvoorbeeld als een van de vliegtuigen niet, of onvoldoende reageert), wordt het advies aangepast voor een sterkere beweging, bijvoorbeeld:
- (Stemgeluid) "Increase Climb! Increase Climb!" Op de vlieginstrumenten wordt nu de grotere benodigde klimsnelheid aangegeven.

Wanneer de toestellen elkaar gepasseerd zijn en geen conflict meer bestaat, geeft het TCAS-systeem de melding:
- (Stemgeluid) "Clear of conflict."

In coördinatie met de luchtverkeersleiding zal de piloot nu zijn oorspronkelijke klaring verder opvolgen.
Het komt overigens soms voor dat het conflict niet blijkt te bestaan; TCAS weet niet wanneer de piloot van plan is zijn daling stop te zetten. Het kan dus voorkomen dat twee toestellen boven elkaar vliegen, waarvan er één snel daalt en de ander snel klimt. Hoewel de bemanningen van beide toestellen van plan zijn op veilige afstand van elkaar te blijven ziet TCAS slechts twee toestellen die snel op elkaar afkomen. In dit geval geeft het een advies dat in principe onnodig is. In de meeste landen is het toch de regel dat het advies, ook als er twijfel bestaat over de noodzaak ervan, op te volgen. Dit kan onnodige vliegbewegingen opleveren, maar zal wel altijd een veilige situatie opleveren.